# عيد استقلال الصومال
عيد استقلال الصومال(بالصومالية: Maalinta  Xoriyada Soomaaliyeed)‏ هو اليوم الوطني التي يتم الاحتفال به سنويًا في الصومال في الأول من يوليو. ويحتفل هذا التاريخ بتوحيد إقليم صوماليلاند ودولة أرض الصومال في جمهورية الصومال في 1 يوليو 1960، وقد تم تشكيل الحكومة لاحقًا من قبل عبد الله عيسى محمد  ومحمد إبراهيم عقال، وأعضاء آخرون في حكومات الوصاية والوصاية مع آدم عبد الله عثمان كرئيس. في 20 يوليو 1961، من خلال استفتاء شعبي، صادق الشعب الصومالي على دستور جديد. 

## التاريخ
وفي 26 يونيو من يونيو عام 1960 أعلن رسميا استقلال الصومال البريطاني عن المملكة المتحدة أعقبه بخمسة أيام استقلال الصومال الإيطالي، وفي نفس اليوم أعلن رسميا قيام دولة الصومال الموحدة بشطريها البريطاني والإيطالي وإن كانت بحدود قامت كل من بريطانيا وإيطاليا بترسيمها. وقام عبد الله عيسى محمد  رئيس وزراء الصومال تحت الاحتلال البريطاني في الفترة ما بين سنة 1956 وحتى عام 1960، بتشكيل أول حكومة صومالية وطنية، أسندت رياسة الجمعية الوطنية مؤقتاً بشير إسماعيل حيث اختار آدم عبد الله عثمان أول رئيسا للصومال ومعه عبد الرشيد علي شارماركي كأول رئيس للوزراء، والذي أصبح رئيسا فيما بعد في الفترة بين سنة 1967 وحتى عام 1969. وفي 20 يوليو عام 1961 أقيم اقتراع شعبي حول الدستور الصومالي الجديد والذي وافق عليه الشعب بالإجماع وكانت أول مسودة لهذا الدستور قد وضعت عام 1960.

## الاحتفالات
يقام في الصومال احتفالات وطنية سنوية على مستوى البلاد حيث يقيم الشعب استعراضات و احتفالات شعبية بهيجة وجميلة ترافقها بعض البروتوكولات الرسمية كرفع العلم الصومالي وإطلاق طلقات نارية ومدفعية في تمام الساعة الثانية عشرة ليلا في كل أنحاء البلاد، وخطابات للجمهور في الأماكن العامة.